# ライプツィヒ級コルベット
ライプツィヒ級コルベット （Leipzig Class） はドイツ帝国海軍の機帆走コルベットの艦級。

## 概要
1番艦ライプツィヒは元々は木造艦であった前級の3番艦「トゥスネルダ」として起工されたが、建造途中の1871年・1872年度海軍計画において船体材料を鉄製とし、それにより艦形を大型化できた全くの別の艦級として改名されて建造されたのが本級である。従来のドイツ海軍のコルベットは木造なために森林資源の豊かなダンツィヒ造船所製であったが、本級は鉄骨を使用するためにフルカン社造船所に発注された。

## 艦形と武装
船体の基本形状は艦首水面下に衝角をもつ船体に3本のバーク式マストと中央部に帆走時には伸縮する1本煙突を持つ当時の一般的な蒸気船の形態である。生存性確保のために船体は7つの水密区画に分かれ、機関区の底は二重底となっていた。修理ドックの少ない海外で使用するために水面下には腐食や汚れの付きにくい銅板が貼られた。
本艦の外観の特徴として艦首船首楼と艦尾甲板上に主砲として17ｃｍ（25口径）単装砲を1基ずつ計2基を配置、舷側の砲門部に副砲の17cm（20口径）単装砲を片舷5基ずつ計10基を配置された。竣工後に近接火器としてオチキス社の3.7cm（23口径）5連装回転式機砲4基と35cm魚雷発射管を単装で4基を搭載した。

## 同型艦
- ライプツィヒ（Leipzig）
- セダン（D'Estrees）
  - 後に「プリンツ・アダルベルト」と改名。

## 参考図書
「世界の艦船増刊第60集　ドイツ巡洋艦史」（海人社）